# ヴャチェスラフ・シュティロフ
ヴャチェスラフ・アナトリエヴィチ・シュティロフ（ロシア語: Вячеслав Анатольевич Штыров、ラテン文字表記の例：Vyacheslav Anatol'evich Shtyrov、1953年5月23日 - ）は、ロシアの政治家、企業家。サハ共和国第2代大統領や、同共和国選出連邦院（連邦上院）議員を歴任した。ハンドゥイガ出身。
1975年極東高等理工科学校（現在の極東工科大学）を卒業する。建設コンビナート支配人や海外との合弁企業社長などを経て、1997年から2002年までサハ共和国議会議員。この間、2000年にはロシア連邦企業家評議会評議員にも選出された。
2002年1月13日大統領選挙第2回投票で、52.25パーセントを獲得して大統領に当選した。同年1月27日に正式就任。2007年5月与党統一ロシアに入党している。2010年5月31日に退任。同年、連邦院議員に選出され、副議長も務めたのち2018年に退任した。
2004年（平成16年）5月23日から29日に来日している。 
リュドミラ・イワノヴナ夫人との間に二女。